# زیگمونت کراشینسکی
کُنت زیگمونت کراشینسکی (به لهستانی: Count Zygmunt Krasiński)؛ تلفظ لهستانی: [ˈzɨɡmunt kraˈɕiɲskʲi]؛ ۱۹ فوریهٔ ۱۸۱۲ در پاریس، فرانسه – ۲۳ فوریهٔ ۱۸۵۹ در پاریس، فرانسه) یک شاعر، و نویسنده اهل لهستان بود. وی به همراه آدام میتسکیه‌ویچ و یولیوش سواتسکی یکی از شاعران سه‌گانه «ادبیات رومانتیک لهستانی» معروف به سه سخنور (به لهستانی: trzej wieszcze) می‌باشد

## نگارخانه

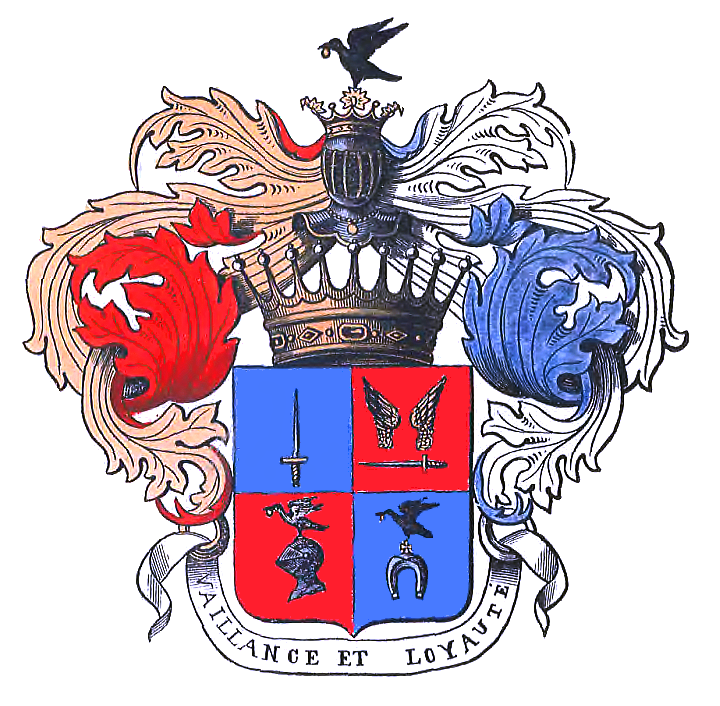
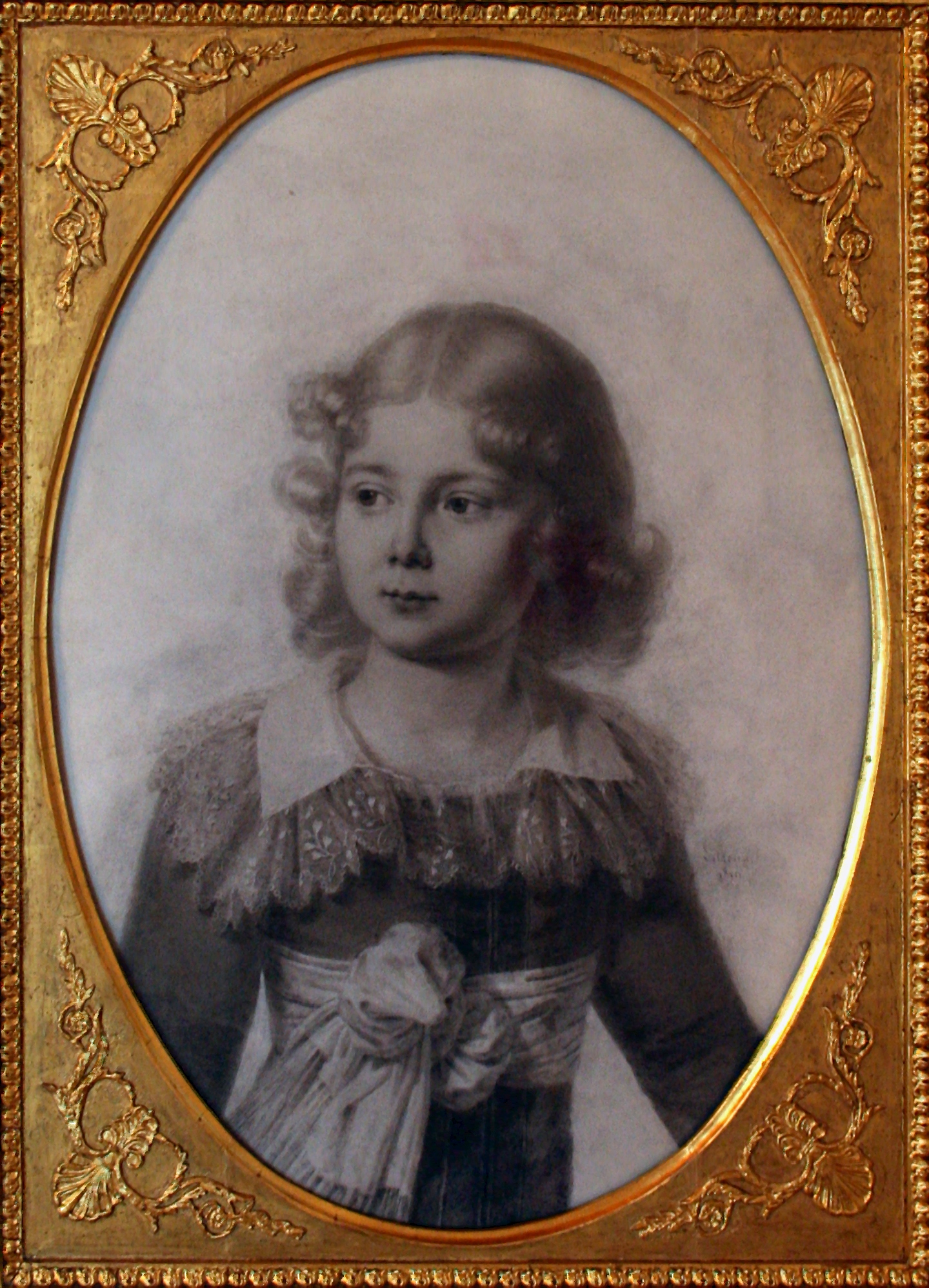
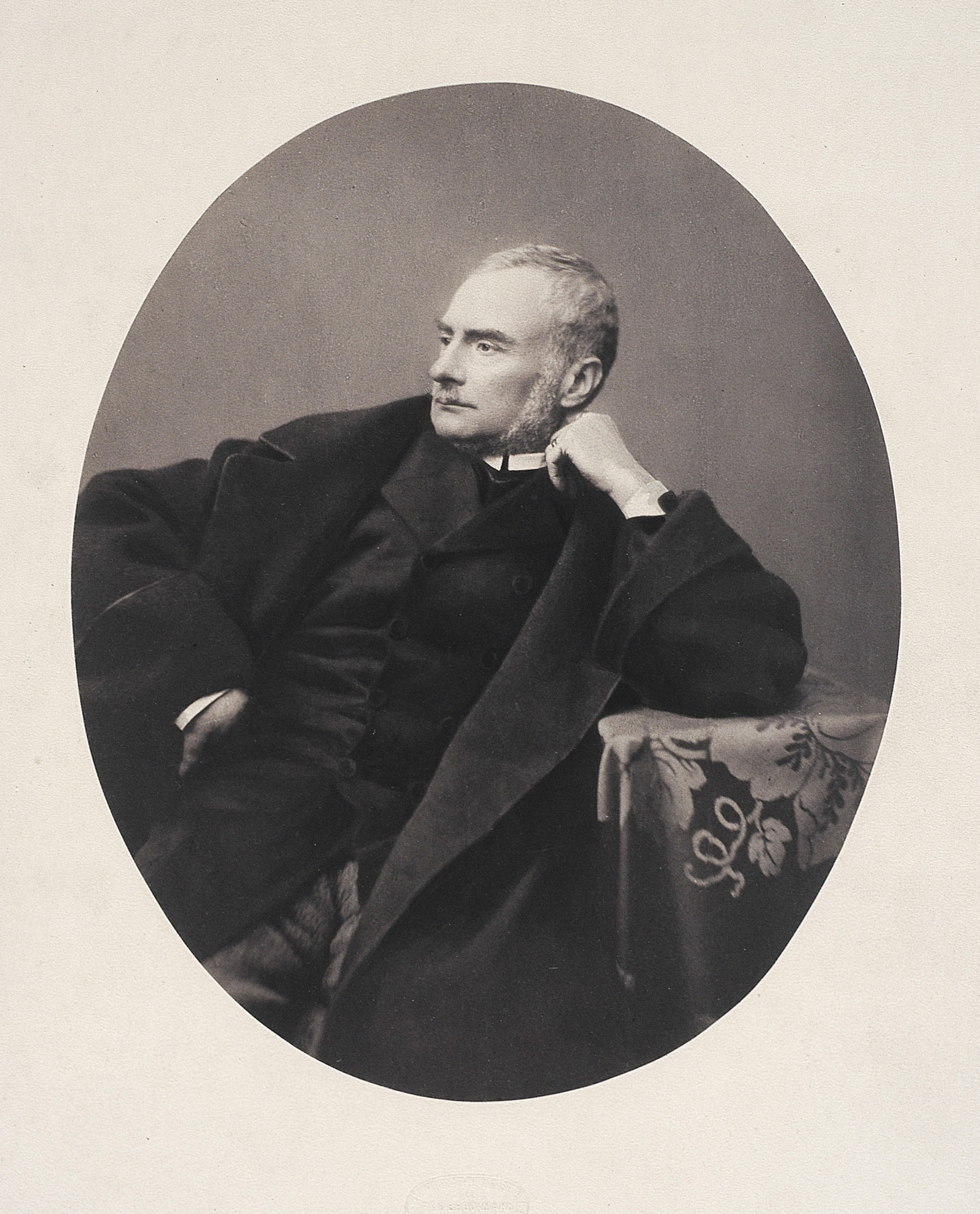
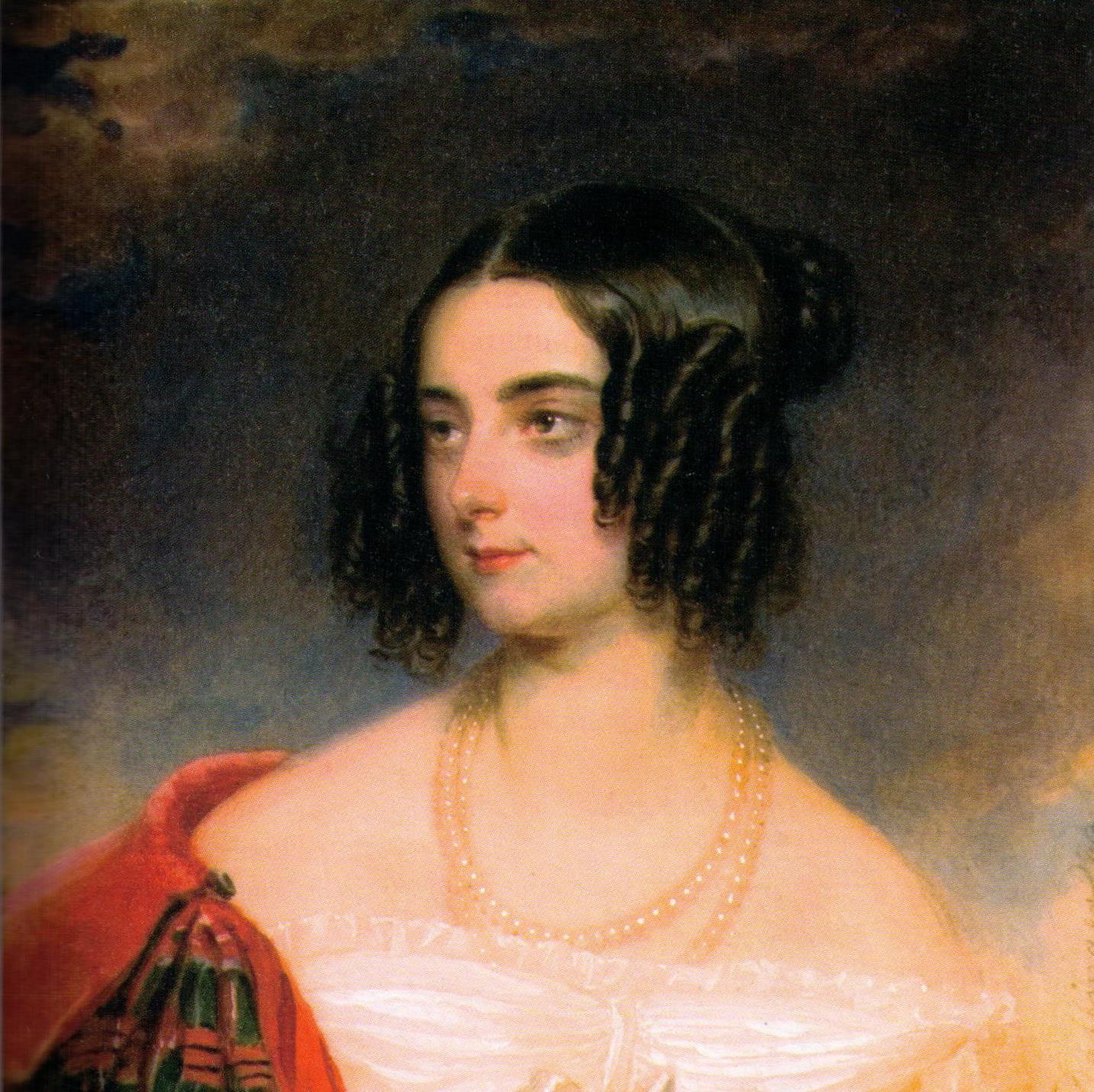
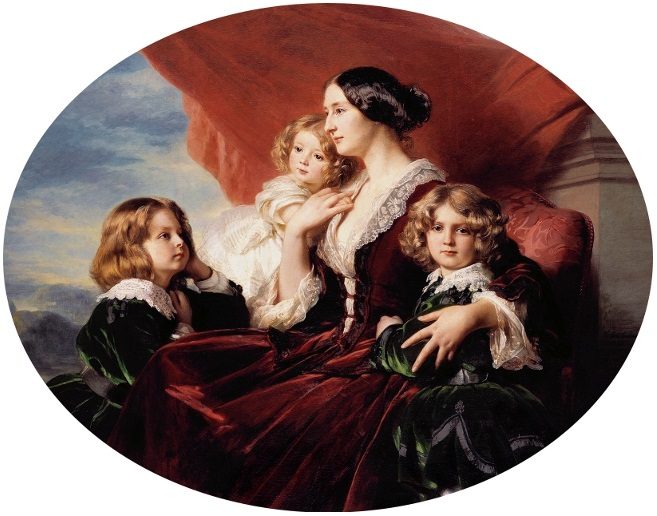
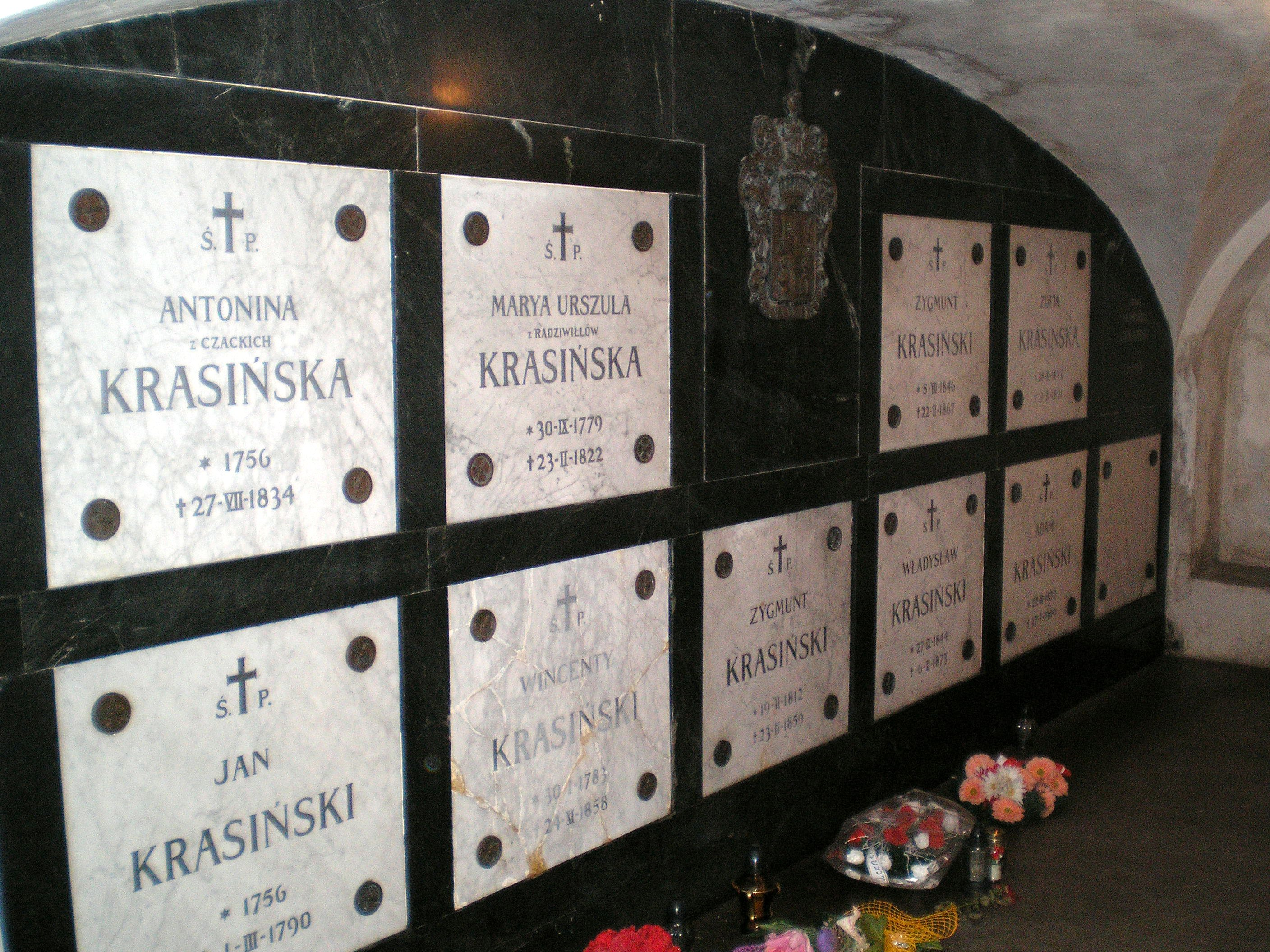